# Milizia dell'Immacolata
La Milizia dell'Immacolata (in latino Militia Immaculatae, sigla M.I.) è un'associazione pubblica internazionale di fedeli di diritto pontificio.

## Storia

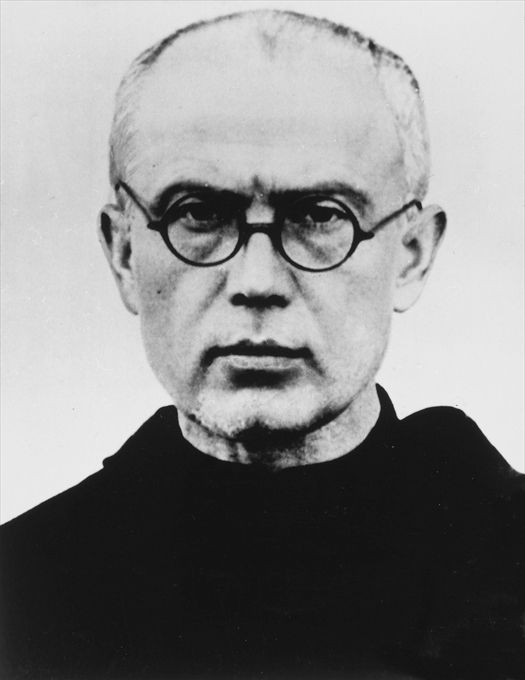
Massimiliano Maria Kolbe

L'associazione fu fondata nel 1917 dal frate minore conventuale Massimiliano Maria Kolbe presso la sede del collegio internazionale del suo ordine a Roma.
Il 2 gennaio 1922 fu eretta in pia unione dal cardinale Basilio Pompilj, vicario di Roma. Papa Pio XI concesse alla Milizia dell'Immacolata indulgenze e privilegi con breve del 18 dicembre 1926 e, con il breve Die XVIII mensis Decembris del 23 aprile 1927, la elevò a pia unione primaria.
Il Pontificio Consiglio per i Laici eresse la Milizia dell'Immacolata in associazione internazionale di fedeli di diritto pontificio il 16 ottobre 1997.
Il fondatore, morto martire ad Auschwitz, fu beatificato nel 1971 e canonizzato da papa Giovanni Paolo II nel 1982.

## Attività e diffusione
L'associazione "mira a promuovere l'estensione del regno di Cristo nel mondo attraverso l'azione dell'Immacolata, stimolando tutti a porsi a servizio
di lei nella sua missione di Madre della Chiesa"; è attiva in opere di catechesi, nelle missioni cittadine, nella formazione e nell'attività editoriale.
Gestisce la Rede Mariana de Rádio e Televisão di Santo André, il centro editoriale Jardim da Imaculada a Cidade Ocidental e il centro di formazione e diffusione Marytown di Libertyville, Illinois. L'associazione pubblica la rivista semestrale Miles Immaculatae.
Conta oltre tre milioni di membri in 48 paesi del mondo. La sede centrale dell'associazione è in via San Teodoro a Roma.